# عبدالصمد رفعت
عبدالصمد رفعت سیاست‌مدار ایرانی بود، که در دوره بیست و چهارم مجلس شورای ملی به عنوان نماینده میناب از استان هرمزگان در مجلس شورای ملی حضور داشت.